# Josep Maria Rubert i Candau
Josep Maria Rubert i Candau (Vila-real, Plana Baixa, 7 de febrer de 1901 - 7 de febrer de 1979) va ser un filòsof valencià.
Després de seguir els seus primers estudis a Vila-real, José María Rubert va ingressar al seminari de l'Orde franciscà, el mateix que farien els seus germans Luis i Bernardino. Professà com a religiós al convent de Balaguer el 1923. Estudià filosofia al Seminari de Vic.  En acabar la Guerra Civil es va secularitzar. Estudià  a la Universitat de Madrid, on es doctorà i s'establí. Com a historiador de la filosofia es dedicà principalment l'Edat Mitjana, especialment el franciscà català Guillem Rubió, el pensament del qual confrontà amb el de Duns Escot. S'ocupa de l'estudi de l'ontologisme tradicional, però des d'una perspectiva de la fenomenologia del coneixement.
Durant força temps fou el director de la socursal de Madrid de l'Editorial Labor i alhora exercia l'ensenyança, exercint com a professor de Filosofia al Col·legi Ahenea, propietat del seu germà Lluís i la seva dona Mercedes. En aquell temps va començar a escriure un Diccionario manual de Filosofía (1946). També va escriure nombrosos articles sobre el llenguatge i la moral. Formà part de la junta de la Sociedad Española de Filosofía.
Entre els premis rebuts es troben el premi "Raimundo Lulio" de lletres 1956 concedit pel Consejo Ejecutivo de Investigaciones Científicas.

## Publicacions[1]
- El conocimiento de Dios en la filosofía de Guillermo Rubió (1936)
- Qué es filosofía (1940)
- Ser y vida. Análisis fenomenológico de los problemas básicos de la filosofía (1950)
- La filosofía del siglo XIV a través de Guillermo Rubió (1952)
- El sentido último de la vida (1958)
- Fenomenología de la acción del hombre (1961)
- La realidad de la filosofía (1969).